# 拉布河谷弗拉德尼茨
拉布河谷弗拉德尼茨（德語：Fladnitz im Raabtal）是奥地利施泰尔马克州费尔德巴赫县的一个市镇。总面积6.32平方公里，总人口751人，人口密度118.8人/平方公里（2001年）。